# Киннир, Грег
Гре́гори Бак Кинни́р (англ. Gregory Buck Kinnear; род. 17 июня 1963) — американский актёр и телеведущий. Номинант на премии «Оскар», «Золотой глобус» и «Эмми».

## Ранние годы
Киннир родился в Логанспорте, штат Индиана, в семье домохозяйки Сьюзан Бак и дипломата Эдварда Киннира, работавшего в Государственном департаменте США. Семья имела ирландское происхождение. У Грега есть двое братьев: Джеймс (род. 1957) и Стивен (род. 1957). Будучи ребёнком, Киннир вместе с семьёй переехал в Афины.

## Карьера
Популярность пришла к актёру, когда он сыграл художника-гея в комедии Джеймса Брукса «Лучше не бывает», за которую получил номинацию на премию «Оскар» в категории «Лучшая мужская роль второго плана».
В 2011 году Киннир сыграл 35-го президента США Джона Фицджералда Кеннеди в мини-сериале «Клан Кеннеди».

## Личная жизнь
С 1999 года Киннир женат на Хелен Лабдон. У них есть три дочери.

## Фильмография

### Кино
| Год  | Русское название                       | Оригинальное название             | Роль                                  | Примечания |
| ---- | -------------------------------------- | --------------------------------- | ------------------------------------- | --- |
| 1994 | Бланкмэн                               | Blankman                          | телеведущий                           | |
| 1995 | Сабрина                                | Sabrina                           | Дэвид Лэррэби                         | |
| 1996 | Дорогой Боженька                       | Dear God                          | Том Тёрнер                            | |
| 1996 | Бивис и Баттхед уделывают Америку      | Beavis and Butt-Head Do America   | агент Борк                            | Не указан в титрах |
| 1997 | Улыбка, как у тебя                     | A Smile Like Yours                | Дэнни Робертсон                       | |
| 1997 | Лучше не бывает                        | As Good as It Gets                | Саймон Бишоп                          | Премия Национального совета кинокритиков США за лучшую мужскую роль второго плана Премия Ассоциации кинокритиков Юго-Запада за лучшую мужскую роль второго плана Номинация — Премия «Оскар» за лучшую мужскую роль второго плана Номинация — Премия «Золотой глобус» за лучшую мужскую роль второго плана — Кинофильм Номинация — Премия Гильдии киноактёров США за лучшую мужскую роль второго плана Номинация — Премия «Спутник» за лучшую мужскую роль второго плана в комедии или мюзикле Номинация — Премия Ассоциации кинокритиков Чикаго за лучшую мужскую роль второго плана Номинация — Премия «Blockbuster Entertainment» за любимого актёра второго плана в комедии |
| 1998 | Вам письмо                             | You’ve Got Mail                   | Фрэнк Наваски                         | |
| 1999 | Таинственные люди                      | Mystery Men                       | Капитан Изумительный / Лэнс Хант      | |
| 2000 | С какой ты планеты?                    | What Planet Are You From?         | Перри Гордон                          | |
| 2000 | Сестричка Бетти                        | Nurse Betty                       | доктор Дэвид Рэйвелл / Джордж МакКорд | |
| 2000 | Неудачник                              | Loser                             | профессор Эдвард Алкотт               | |
| 2000 | Дар                                    | The Gift                          | Уэйн Коллинс                          | |
| 2001 | Флирт со зверем                        | Someone Like You                  | Рэй Браун                             | |
| 2002 | Мы были солдатами                      | We Were Soldiers                  | майор Брюс Крэнделл                   | |
| 2002 | Автофокус                              | Auto Focus                        | Боб Крейн                             | Номинация — Премия Нью-Йоркского круга кинокритиков за лучшую мужскую роль |
| 2003 | Застрял в тебе                         | Stuck on You                      | Уолт Тенор                            | |
| 2004 | Другой                                 | Godsend                           | Пол Дункан                            | |
| 2005 | Матадор                                | The Matador                       | Дэнни Райт                            | Номинация — Премия Ассоциации кинокритиков Сент-Луиса за лучшую мужскую роль второго плана |
| 2005 | Роботы                                 | Robots                            | Поршень                               | |
| 2005 | Несносные медведи                      | Bad News Bears                    | Рой Буллок                            | |
| 2006 | Нация фастфуда                         | Fast Food Nation                  | Дон Андерсон                          | |
| 2006 | Маленькая мисс Счастье                 | Little Miss Sunshine              | Ричард Гувер                          | Премия Гильдии киноактёров США за лучший актёрский состав в игровом кино Премия Общества кинокритиков Детройта за лучший актёрский состав Номинация — Премия «Готэм» за лучший актёрский состав |
| 2006 | Преодоление                            | Invincible                        | Дик Вермейл                           | |
| 2006 | 5 неизвестных                          | Unknown                           | Сломанный Нос                         | |
| 2007 | Праздник любви                         | Feast of Love                     | Брэдли Смит                           | |
| 2008 | Ой, мамочки                            | Baby Mama                         | Роб Акерман                           | |
| 2008 | Город призраков                        | Ghost Town                        | Фрэнк Херлихи                         | |
| 2008 | Проблеск гениальности                  | Flash of Genius                   | Боб Кернс                             | Премия Бостонского кинофестиваля за лучшую мужскую роль |
| 2010 | Не брать живым                         | Green Zone                        | Кларк Паундстоун                      | |
| 2010 | Последняя песня                        | The Last Song                     | Стив Миллер                           | |
| 2011 | Убеждение                              | Thin Ice                          | Микки Прохаска                        | |
| 2011 | Вот я какой                            | That’s What I Am                  | рассказчик                            | Не указан в титрах |
| 2011 | Бульвар спасения                       | Salvation Boulevard               | Карл Вандервир                        | |
| 2011 | Я не знаю, как она делает это          | I Don’t Know How She Does It      | Ричард Редди                          | |
| 2012 | Застрял в любви                        | The English Teacher               | Билл Бордженс                         | |
| 2013 | Муви 43                                | Movie 43                          | Гриффин Шредер                        | |
| 2013 | Учитель английского                    | The English Teacher               | доктор Том Шервуд                     | |
| 2013 | Телеведущий: И снова здравствуйте      | Anchorman 2: The Legend Continues | Гэри Брэггер                          | Номинация — Кинонаграда MTV за лучший бой |
| 2014 | Небеса реальны                         | Heaven Is for Real                | пастор Тодд Бэрпо                     | |
| 2014 | Убийство кота                          | Murder of a Cat                   | Эл Форд                               | |
| 2016 | Маленькие мужчины                      | Little Men                        | Брайан Джардин                        | |
| 2017 | Медведь Бригсби                        | Brigsby Bear                      | детектив Вогель                       | |
| 2017 | Такой же другой, как и я               | Same Kind of Different as Me      | Рон Холл                              | |
| 2018 | Брайан Бэнкс                           | Brian Banks                       | Джастин Брукс                         | |
| 2019 | Фрэнки                                 | Frankie                           | Гэри                                  | |
| 2019 | Рождённый после смерти                 | Strange but True                  | Ричард                                | |
| 2019 | Фил                                    | Phil                              | Фил                                   | Также режиссёр |
| 2019 | Курорт для ныряльщиков на Красном море | The Red Sea Diving Resort         | Уолтон Боуэн                          | |
| 2020 | Мисс Плохое поведение                  | Misbehaviour                      | Боб Хоуп                              | |
| 2021 | Трафик                                 | Crisis                            | Джефф Тэлбот                          | |

### Телевидение
| Год       | Русское название                 | Оригинальное название                           | Роль                       | Примечания |
| --------- | -------------------------------- | ----------------------------------------------- | -------------------------- | --- |
| 1988      | Чего стоит победа                | What Price Victory                              | ассистент учителя          | Телевизионный фильм |
| 1989      | Жизнь продолжается               | Life Goes On                                    | Кори                       | Эпизод: «Break a Leg, Mom» |
| 1990      | Убийство в Миссисипи             | Murder in Mississippi                           | репортёр                   | Телевизионный фильм |
| 1990      | Манкузо, ФБР                     | Mancuso, F.B.I.                                 | фотограф                   | Эпизод: «Adamant Eve» |
| 1991      | Закон Лос-Анджелеса              | L.A. Law                                        | репортёр                   | Эпизод: «Spleen It to Me, Lucy» |
| 1991      | Лучшая из худших                 | Best of the Worst                               | он сам                     | Телеведущий |
| 1991—1995 |                                  | Talk Soup                                       | он сам                     | Телеведущий |
| 1991      | Диллинджер                       | Dillinger                                       | аризонский законодатель    | Телевизионный фильм |
| 1993      | Основано на неправдивой истории  | Based on an Untrue Story                        | Орландо Чанг Стайн         | Телевизионный фильм |
| 1998      | Шоу Ларри Сандерса               | The Larry Sanders Show                          | Грег Киннир                | Эпизод: «Flip» |
| 2000      | Сказочные истории для всех детей | Happily Ever After: Fairy Tales for Every Child | принц Гэвин                | Эпизод: «The Frog Princess» |
| 2001      | Ужин с друзьями                  | Dinner with Friends                             | Том                        | Телевизионный фильм |
| 2003      | Друзья                           | Friends                                         | Бенджамин Хобард           | Эпизод: «The One With Ross' Grant» |
| 2011      | Клан Кеннеди                     | The Kennedys                                    | Джон Ф. Кеннеди            | Постоянная роль, 8 эпизодов Номинация — Премия «Эмми» за лучшую мужскую роль в мини-сериале или фильме Номинация — Премия Гильдии киноактёров США за лучшую мужскую роль в телефильме или мини-сериале |
| 2012      | Американская семейка             | Modern Family                                   | Тэд                        | Эпизод: «Me? Jealous?» Номинация — Премия «Эмми» в категории «Лучший приглашённый актёр в комедийном телесериале»                                                                                      |
| 2014      | Рейк                             | Rake                                            | Киган Дин                  | Постоянная роль, 13 эпизодов |
| 2015      | Пьяная история                   | Drunk History                                   | Тадеуш Лоу                 | Эпизод: «New Jersey» |
| 2016      | Слушание                         | Confirmation                                    | Джо Байден                 | Телевизионный фильм |
| 2016      | Конь БоДжек                      | BoJack Horseman                                 | Грег Кинглир (озвучивание) | Эпизод: «Start Spreading the News» |
| 2017      | Электрические сны Филипа К. Дика | Electric Dreams                                 | отец                       | Эпизод: «Father Thing» |
| 2018—2019 | Несгибаемая Кимми Шмидт          | Unbreakable Kimmy Schmidt                       | он сам                     | 2 эпизода |
| 2018      | Карточный домик                  | House of Cards                                  | Билл Шепард                | Постоянная роль, 7 эпизодов (6 сезон) |
| 2019      | Сумеречная зона                  | The Twilight Zone                               | капитан Лейн Пендлтон      | Эпизод: «A Traveler» |
| 2020—2021 | Противостояние                   | The Stand                                       | Глен Бейтман               | |
| 2022      | Чёрная птица                     | Black Bird                                      | Брайан Миллер              | |
| 2023      | Ты                               | You                                             | Том Локвуд                 | |